# Frenz International Cup 2016
La Frenz FIC International Cup 2016 es la cuarta edición de la Frenz FIC International Cup que tuvo lugar en Malasia del 22 de mayo al 1 de junio de 2016. Los 8 equipos de clubes que participaron en esta edición, incluido el campeón defensor Internacional, todos los jugadores son menores de 19 años.
Este torneo ha sido apoyado y aprobado por la Asociación de Fútbol de Malasia, la Confederación Asiática de Fútbol y Johor FA.
Besiktas se retiró por razones desconocidas, por lo que solo 7 equipos competirán por el torneo esta vez.

## Estadio
Johor Bharu será la ciudad anfitriona de este torneo. Se han elegido dos estadios para el partido.
| Estadio Pasir Gudang Corporation |
| Capacidad:15,000 espectadores    |
|                                  |
| Estadio KDOJ UTM                 |
| Capacidad:10,000 espectadores    |
|                                  |

## Equipos que compiten
- Frenz United FC
- Internacional
- Estudiantes de La Plata[2][3]
- Beşiktaş (decidió no participar)

- Suwon Samsung
- Perth Glory
- Kashima Antlers
- Chonburi

## Fase de grupos

### Grupo A
| Pos. | Equipo                  | Pts. | PJ | G | E | P | GF | GC | Dif. | Definición                     |
| ---- | ----------------------- | ---- | -- | - | - | - | -- | -- | ---- | ------------------------------ |
| 1    | Estudiantes de La Plata | 9    | 3  | 3 | 0 | 0 | 8  | 0  | +8   | Avanza a la etapa eliminatoria |
| 2    | Frenz United            | 6    | 3  | 2 | 0 | 1 | 6  | 2  | +4   | Avanza a la etapa eliminatoria |
| 3    | Suwon Samsung           | 3    | 3  | 1 | 0 | 2 | 3  | 5  | −2   |                                |
| 4    | Perth Glory FC          | 0    | 3  | 0 | 0 | 3 | 0  | 10 | −10  |                                |

 Fuente: Rsssf.org
| 23 de mayo de 2016, 16:15 | Suwon Samsung | 0:4               | Estudiantes de La Plata                                                                  | Estadio Pasir Gudang, Pasir Gudang |  |
|                           |               | [Reporte Reporte] | Juan Ignacio Díaz 3' · Sosa Alejandro 11' · Francisco Apaolaza 32' · Carlo Lattanzio 45' |                                    |  |

| 23 de mayo de 2016, 20:45 | Frenz United                                                | 5:0 | Perth Glory FC | Estadio Pasir Gudang, Pasir Gudang |  |
|                           | Ade Ivan 4' · Reza Karimi 13', 45', 65' · Shahrul Akmal 83' |     |                |                                    |  |

| 25 de mayo de 2016, 16:45 | Perth Glory FC | 0:2 | Estudiantes de La Plata                    | Estadio Pasir Gudang, Pasir Gudang |  |
|                           |                |     | Gerónimo Carrasco 66' · Facundo Bruera 67' |                                    |  |

| 25 de mayo de 2016, 20:45 | Frenz United    | 1:0 | Suwon Samsung | Estadio Pasir Gudang, Pasir Gudang |  |
|                           | Reza Karimi 67' |     |               |                                    |  |

| 27 de mayo de 2016, 16:45 | Suwon Samsung                                            | 3:0 | Perth Glory FC | Estadio Pasir Gudang, Pasir Gudang |  |
|                           | Kim Young Jun 4' · Jeon Se Jin 17' · Choi Jeong Hoon 58' |     |                |                                    |  |

| 27 de mayo de 2016, 20:45 | Frenz United | 0:2 | Estudiantes de La Plata            | Estadio Pasir Gudang, Pasir Gudang |  |
|                           |              |     | Francisco Apaolaza 35', 80' (pen.) |                                    |  |

### Grupo B
| Pos. | Equipo          | Pts. | PJ | G | E | P | GF | GC | Dif. | Definición                     |
| ---- | --------------- | ---- | -- | - | - | - | -- | -- | ---- | ------------------------------ |
| 1    | Internacional   | 6    | 2  | 2 | 0 | 0 | 6  | 1  | +5   | Avanza a la etapa eliminatoria |
| 2    | Kashima Antlers | 1    | 2  | 0 | 1 | 1 | 0  | 1  | −1   | Avanza a la etapa eliminatoria |
| 3    | Chonburi F.C.   | 1    | 2  | 0 | 1 | 1 | 1  | 5  | −4   |                                |
| 4    | Beşiktaş        | 0    | 0  | 0 | 0 | 0 | 0  | 0  | 0    | No se presentó                 |

 Fuente: Rsssf.org
| 24 de mayo de 2016, 17:00 | Chonburi F.C. | 0:0               | Kashima Antlers | Estadio KDOJ UTM, Skudai Malasia |  |
|                           |               | [Reporte Reporte] |                 |                                  |  |

| 26 de mayo de 2016, 20:45 | Kashima Antlers | 0:1 | Internacional     | Estadio KDOJ UTM, Skudai Malasia |  |
|                           |                 |     | Luis Gregorio 44' |                                  |  |

| 28 de mayo de 2016, 20:45 | Internacional                                                            | 5:1 | Chonburi F.C.           | Estadio KDOJ UTM, Skudai Malasia |  |
|                           | Joao Vieira 40' · Matheus Bezerra 45+2', 55', 70' · Desailly Sampaio 62' |     | Ritthidet Phensawat 45' |                                  |  |

## Etapa eliminatoria
|  | Semifinales               | Semifinales   |                           |   | Final | Final |
|  |                           |               |                           |   |       |       |
|  | 30 de Mayo - Pasir Gudang |               |                           |   |       |       |
|  |                           |               |                           |   |       |       |
|  | Estudiantes L.P.          | 3             |                           |   |       |       |
|  | Estudiantes L.P.          | 3             | 1 de Junio - Pasir Gudang |   |       |       |
|  | Kashima Antlers           | 1             |                           |   |       |       |
|  | Kashima Antlers           | 1             | Estudiantes L.P.          | 1 |       |       |
|  | 30 de Mayo - Pasir Gudang |               | Estudiantes L.P.          | 1 |       |       |
|  |                           | Internacional | 0                         |   |       |       |
|  | Internacional             | Internacional | 0                         | 3 |       |       |
|  | Internacional             |               |                           | 3 |       |       |
|  | Frenz United              | 1             |                           |   |       |       |
|  | Frenz United              | 1             | Tercer Puesto             |   |       |       |
|  |                           |               |                           |   |       |       |
|  | 1 de Junio - Pasir Gudang |               |                           |   |       |       |
|  |                           |               |                           |   |       |       |
|  | Kashima Antlers           | 1             |                           |   |       |       |
|  | Kashima Antlers           | 1             |                           |   |       |       |
|  | Frenz United              | 2             |                           |   |       |       |

### Semifinales
| 30 de mayo de 2016, 16:15 | Estudiantes de La Plata                          | 3:1 | Kashima Antlers        | Estadio Pasir Gudang, Pasir Gudang - Malasia |  |
|                           | Francisco Apaolaza 2', 53' · Carlo Lattanzio 63' |     | Terukazu Shinozaki 57' |                                              |  |

| 30 de mayo de 2016, 16:15 | Internacional                                                    | 3:1     | Frenz United        | Estadio Pasir Gudang, Pasir Gudang - Malasia |  |
|                           | Gustavo Hemkemeier 32' · Leandro Cordova 80' · Luis Gregorio 86' | Reporte | Najmuddin Samat 46' |                                              |  |

## Tercer lugar
| 1 de junio de 2016, 16:00 | Kashima Antlers       | 1:2 | Frenz United             | Estadio Pasir Gudang, Pasir Gudang - Malasia |  |
|                           | Terukazu Shinozaki 3' |     | Ade Ivan 42' (pen.), 52' |                                              |  |

## Final
| 1 de junio de 2016, 20:45 | Estudiantes de La Plata | 1:0 | Internacional | Estadio Pasir Gudang, Pasir Gudang - Malasia |  |
|                           | Carlo Lattanzio 30'     |     |               |                                              |  |

## El ganador
|                                             |
|                                             |
| Campeón Estudiantes de La Plata 1.er título |

### Premio en efectivo
El torneo ofrece uno de los premios en efectivo más lucrativos jamás ofrecidos en la región de la ASEAN para un torneo de menores de edad. El premio total en metálico ofrecido para este torneo se distribuye de la siguiente manera:
- US$ 50,000 - Campeón
- US$ 25,000 - Subcampeón
- US$ 15,000 – Tercer Lugar
- US$ 10,000 – Cuarto Lugar

| Campeón     | Subcampeón    | Tercer lugar | Cuarto puesto   |
| ----------- | ------------- | ------------ | --------------- |
| Estudiantes | Internacional | Frenz United | Kashima Antlers |

## Goleadores
| Ranking | Nombre                               | Goles |
| ------- | ------------------------------------ | ----- |
| 1       | Francisco Apaolaza                   | 5     |
| 2       | Reza Karimi - Frenz United FC        | 4     |
| 3       | Carlo Lattanzio                      | 3     |
| 3       | Ade Ivan Hafilah - Frenz United FC   | 3     |
| 3       | Matheus Bezerra                      | 3     |
| 4       | Terukazu Shinozaki - Kashima Antlers | 2     |
| 4       | Luis Gregorio                        | 2     |